# Dendropsophus gryllatus
Dendropsophus gryllatus là một loài ếch thuộc họ Nhái bén.
Đây là loài đặc hữu của Ecuador.
Môi trường sống tự nhiên của chúng là rừng ẩm vùng đất thấp nhiệt đới hoặc cận nhiệt đới, đầm nước ngọt, và các đồn điền.
Chúng hiện đang bị đe dọa vì mất môi trường sống.